# Friedrich Leutwein
Friedrich Leutwein (* 9. August 1911 in Berlin; † 28. Dezember 1974 in Bischwiller) war ein deutscher Mineraloge.

## Leben
Friedrich Leutwein war der Enkel des Militärs Theodor Leutwein. Sein Großvater mütterlicherseits war der Orientalist Eduard Sachau.
Leutwein legte 1929 in Crossen an der Oder das Abitur ab und studierte anschließend Chemie, Physik, Mineralogie und Geologie an den Universitäten in Freiburg und Gießen. 1936 promovierte er bei Hans Schneiderhöhn in Freiburg.
Im Jahr 1939 ging er nach Freiberg, wo er zunächst als wissenschaftlicher Mitarbeiter am Oberbergamt arbeitete. Ab 1943 leitete er das Forschungslabor des Bergreviers Freiberg. 1946 habilitierte er sich.
1947 wurde er Ordentlicher Professor für Mineralogie, Petrographie und Geochemie an der Bergakademie Freiberg. Von 1949 bis 1953 wirkte er als Rektor der Bergakademie.
Von 1950 bis 1954 war er Mitglied des Zentralkomitees der SED. 1956 wurde er mit dem Nationalpreis der DDR III. Klasse ausgezeichnet, und 1957 wurde er Mitglied der Deutschen Akademie der Wissenschaften zu Berlin. Seit 1956 war er Mitglied der Sächsischen Akademie der Wissenschaften.
1958 weilte er dienstlich in Hamburg, wo er beschloss, nicht mehr in die DDR zurückzukehren. 1959 wurde er Honorarprofessor an der Universität Hamburg, ein Jahr später nahm er eine Professur am Centre National de la Recherche Scientifique in Nancy an.
Friedrich Leutwein starb 1974 in Bischwiller. In Nancy wurde er beigesetzt.

## Veröffentlichungen (Auswahl)
- Die Gesteine des Gebiets zwischen dem Untermünstertal und dem Culmstreifen von Badenweiler im südlichen Schwarzwald (Dissertation, 1936)
- Geochemische Untersuchungen an Alaun- und Kieselschiefern Thüringens mit besonderer Berücksichtigung des Vorkommens von Vanadin und Molybdän (Habilitationsschrift, eingereicht 1940)
- Über die Anwendung der Spektrochemie in der Metallurgie und Montanindustrie (1953)
- Geochemie und Lagerstättenkunde (1955)
- Geochemische Untersuchungen an paläozoischen und mesozoischen Kohlen Mittel- und Ostdeutschlands (1956)
- Kristallografija (Moskau, 1967)